# Hermannus Alemannus
Hermannus Alemannus (lateinisch für Hermann der Deutsche; * im 13. Jahrhundert; † 10. November 1272) war ein Bischof und Mitglied der Übersetzerschule von Toledo des 13. Jahrhunderts.
Hermannus Alemannus war von 1240 bis 1256 in Toledo und übersetzte mit Hilfe von Sarazenen Aristoteles und seine Kommentatoren aus dem Arabischen ins Lateinische. Danach war er im Dienst von König Manfred von Sizilien und 1266 bis 1272 Bischof von Astorga.
Er übersetzte die Nikomachische Ethik von Aristoteles mit dem Kommentar von Averroes, die Summa Alexandrinorum (ein Kompendium der Nikomachischen Ethik), die Rhetorik von Aristoteles mit Kommentar von al-Fārābī (Didascalia in Rethoricam Aristotiliis ex glosa Alpharabii).
Er übersetzte auch Psalmen vom Lateinischen ins Kastilische (mit Berücksichtigung des hebräischen Textes).
Wie andere Übersetzer der Toledoschule griff er auf arabische Übersetzer zurück. Er selbst meinte zu Roger Bacon, dass seine Kenntnisse des Arabischen nicht gut wären. Hermannus Alemannus traf Bacon bei einem Aufenthalt in den 1240er Jahren in Paris, wo er möglicherweise auch Robert Grosseteste kennenlernte.